# Eduardo Abril Amores
Eduardo Abril Amores (Baracoa, 22 de dezembro de 1884 —  Santiago de Cuba,
28 de dezembro de 1961) foi um novelista, ensaísta e músico cubano.
Escritor nascido em Cuba no século XX, cidade de Baracoa. Dirigiu o El Diário de Cuba. Distinguiu-se na novela (Bajo Ia garra) e na comédia (Si Cristo perdonó a Magdalena). 